# Кафе Прокоп

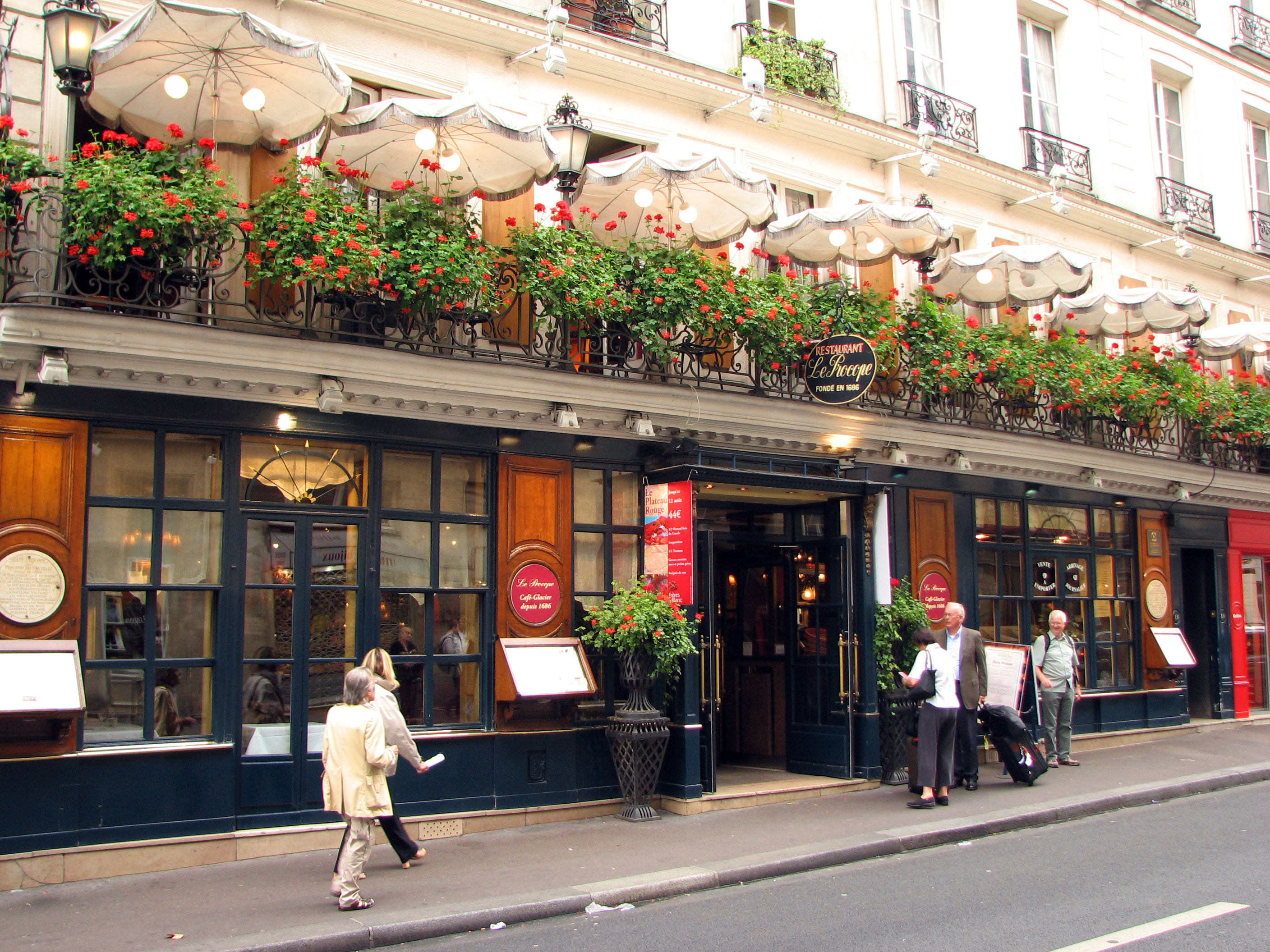
«Прокоп»

Кафе «Прокоп» (фр. Le Procope) — старейшее кафе Парижа. Находится в Латинском квартале, на улице Ансьен-Комеди (rue de l’Ancienne-Comédie), недалеко от бульвара Сен-Жермен.

## История

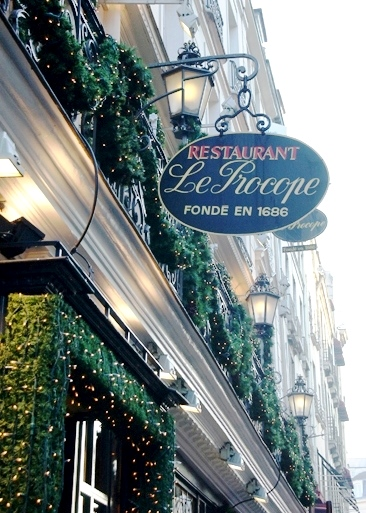
Вывеска ресторана

В 1686 году сицилианец Франческо Прокопио деи Кольтелли, которого называли просто «Прокоп», открыл кафе на Rue des Fossés Saint-Germain (сегодняшняя Rue de l’Ancienne Comédie). Помимо кофе, чая и горячего шоколада в нём также подавали другую новинку — мороженое. Популярностью пользовались фруктовые соки и засахаренные фрукты. Кроме того, кафе предлагало ликёры и различные иностранные вина. Открытие первого в Париже кафе способствовало тому, что кофейные заведения вскоре распространились по всему городу.
В эпоху Просвещения кафе стало дискуссионным центром для литераторов и философов, превратившись таким образом в первое литературное кафе.
В XVIII веке кафе несколько раз меняло владельца. В начале XIX века ему пришлось выдерживать конкуренцию с Кафе де ля Режанс. В 1890 году кафе закрылось; в 1893 открылось снова. В нём находились попеременно вегетарианский ресторан, столовая для студентов и столовая для малоимущих. В 1952 «Прокоп» вновь открылся в качестве ресторана.

## Известные посетители

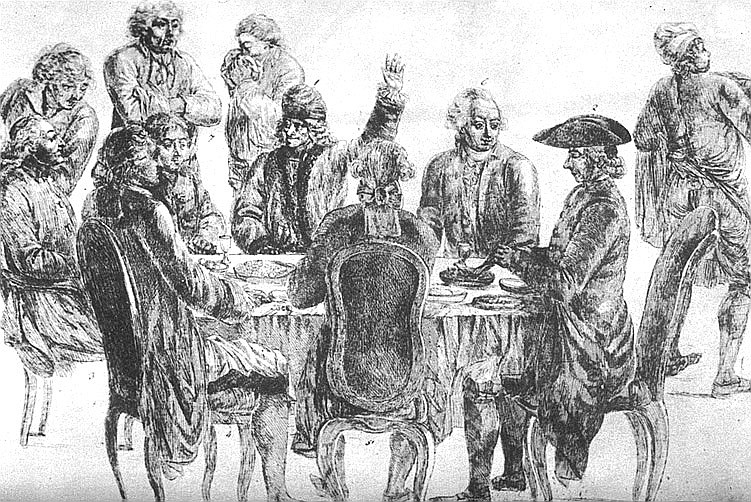
В кафе Прокоп: на заднем плане, слева направо: Кондорсе, ла Гарп, Вольтер (с поднятой рукой) и Дидро.

Кафе всегда пользовалось популярностью у представителей гуманитарной общественности. Среди его посетителей были писатели, актёры, энциклопедисты, философы, революционеры. В их числе:
- Дени Дидро
- Бенджамин Франклин
- Жан Жак Руссо
- Марат
- Вольтер
- Дантон
- Робеспьер
- Мюссе
- Жорж Санд
- Бальзак
- Гюго
- Жан Батист Гюстав Планш